# Cypripedium bouffordianum
Cypripedium bouffordianum é uma espécie de orquídea terrestre, família Orchidaceae, que habita Sichuan, na China.